# 莘州
莘州（しんしゅう）は、中国にかつて存在した州。
596年（開皇16年）、隋代により魏州より分割設置された。605年（大業元年）に廃止されその管轄県は魏州に再統合された。

## 下部行政区画
- 楽平県
- 莘亭県
- 武陽県
- 武水県